# Pietro Doria
Pour les autres membres de la famille, voir famille Doria.
Pietro Doria (né à une date inconnue dans la première moitié du XIVe siècle - mort en 1380) est un amiral génois du XIVe siècle appartenant à la célèbre famille Doria, qui combattit les Vénitiens durant la guerre de Chioggia. 

## Biographie
Pietro Doria succéda à Luciano Doria à la tête de la flotte génoise après la mort au combat de ce dernier, en 1379. Il prit Chioggia en 1379, mais fut assiégé dans cette place par Vettor Pisani, et fut tué d'un boulet de canon et sa flotte fut obligée de se rendre (1380).

## Sources
- Marie-Nicolas Bouillet  et Alexis Chassang (dir.), « Pietro Doria » dans Dictionnaire universel d’histoire et de géographie, 1878 (lire sur Wikisource)